# 島根県立島根中央高等学校
島根県立島根中央高等学校（しまねけんりつ しまねちゅうおうこうとうがっこう, Shimane Prefectural Shimane Chuo High School）は、島根県邑智郡川本町川本に所在する公立の高等学校。

## 概要
歴史
島根県立川本高等学校と島根県立邑智高等学校の2校が統合され、2007年（平成19年）4月に開校した。校舎は川本高等学校のものを使用。2012年（平成24年）に創立5周年を迎えた。校名は東西にのびる島根県の中央部に位置していることから名づけられた。
設置課程・学科
全日制課程
- 普通科　（島根県初の普通科コース制・総合選択制）
  - 人文科学コース - 国公立大学文系・私立大学文系・短大等への進学を目指す。
  - 自然科学コース - 国公立大学理系・私立大学理系・医療看護系大学・専門学校等への進学を目指す。
  - 現代ビジネスコース - 商業系大学・ビジネス系専門学校への進学・就職等を目指す。
  - 地域創造コース - 保育福祉系専門学校への進学・就職等を目指す。

学区
全県学区だが、島根県外からの入学者を広く受け入れている。
教育目標
1. 自由と責任をわきまえ、自ら考えて行動する態度を養う。
2. 自然や文化に学び、世界に貢献できる識見を身につける。
3. 自他の尊厳を重んじ、ともに学びともに生きる精神を培う。
4. 知性を深め情操を醇化して、個性豊かに生活する態度を養う。
5. 勤労の意義と価値を認識し、進んで奉仕する態度を養う。
6. 心身を鍛え、自己実現に向けて粘り強く取り組む精神を培う。

校章
総合芸術家・工藤和久によるデザインで、校名の「中央」の文字を図案化したもの。赤色とオレンジ色の2色が使用されており、赤は太陽、オレンジは光を表している。
校歌
2007年2月13日制定。作詞は洲浜昌三、作曲は米山道雄による。歌詞は2番まである。歌の最後に校名の「島根中央高校」が登場する。
同窓会
「島根県立島根中央高等学校 卒業生会」と称しており、川本高等学校・邑智高等学校の同窓会も包括している。

## 沿革
- 2004年（平成16年）6月24日 - 島根県県立学校後期再編成基本計画が発表され、川本高校・邑智高校の両校を統合する方針が示される。
- 2005年（平成17年）10月11日 - 開校準備委員会・プロジェクトチームが設置される。
- 2006年（平成18年）
  - 6月2日 - 校名が決定。
  - 9月20日 - 制服を制定。
  - 9月29日 - 校章を制定。
- 2007年（平成19年）
  - 1月1日 - 島根県立島根中央高等学校が設置される。
  - 2月13日 - 校歌を制定。
  - 4月1日
    - 「島根県立島根中央高等学校」（現校名）が開校。島根県立川本高等学校に併設される。
    - 島根県立川本高等学校・島根県立邑智高等学校の生徒募集を停止。在校生（2006年度（平成18年度）入学生）が卒業する2009年（平成21年）3月まで存続。

  - 4月9日 - 開校式・第1回入学式を挙行。
  - 6月5日 - 開校記念式典を挙行。
- 2009年（平成21年）3月31日 - 併設の島根県立川本高等学校が閉校。また島根県立邑智高等学校が閉校。
  - 閉校した両校の卒業証明書等の事務が島根中央高等学校に継承される。
- 2012年（平成24年）1月17日 - ユネスコスクール認定 [2]。

## 部活動
体育系
- 陸上競技部
- 野球部
- ソフトテニス部
- カヌー部
- バレーボール部
- バスケットボール部
- 剣道部

文化系
- JRC（Junior Red Cross）
- 吹奏楽部
- 放送部
- ワープロ部
- 美術部
- 写真部
- 自然科学部
- 新聞部

## 著名な出身者
旧・島根県立川本高等学校
- 刄田綴色 - 東京事変、ドラムス担当。